# Rebecca Silva
Rebecca Renee Silva Richman (*8 de agosto de 1988) futbolista chilena. Juega de Defensa en el club Colo-Colo y en la Selección de fútbol femenino sub 20 de Chile Hija de padre chileno y madre estadounidense.

## Clubes
| Club      | País  | Año  |
| --------- | ----- | ---- |
| Colo-Colo | Chile | 2008 |

- Datos: Q6102325